# Christian Fuchs
Christian Fuchs (phát âm tiếng Đức: [ˈkʁis.ti̯an ˈfʊks]: sinh ngày 7 tháng 4 năm 1986) là cựu cầu thủ bóng đá người Áo thi đấu ở vị trí hậu vệ cánh trái. Fuchs từng là đội trưởng của đội tuyển Áo.
Anh bắt đầu sự nghiệp của mình trong màu áo đội trẻ của câu lạc bộ 1. Wiener Neustädter SC trước khi bắt đầu sự nghiệp chuyên nghiệp của mình ở tuổi 17 với câu lạc bộ SV Mattersburg. Vào năm 2008 anh chuyển đến khoác áo câu lạc bộ của Đức là VfL Bochum. Năm 2010, anh được cho mượn đến 1. FSV Mainz 05 và ký hợp đồng với Schalke 04 một năm sau đó. Sau bốn năm thi đấu cho Schalke, Fuchs đến Anh theo dạng chuyển nhượng tự do để chơi cho Leicester City và có được danh hiệu vô địch Premier League ngay trong mùa giải đầu tiên. Anh trở thành cầu thủ người Áo đầu tiên vô địch giải đấu cao quý nhất nước Anh kể từ khi Alex Manninger làm được ở Arsenal năm 1998. Sau khi rời Leicester vào năm 2021, anh đã trải qua một mùa giải với câu lạc bộ Major League Soccer Charlotte FC
Tại đội tuyển Áo, Fuchs từng là thành viên đội tuyển nước này tham dự hai giải đấu lớn là Euro 2008 và Euro 2016.

## Sự nghiệp câu lạc bộ

### Giai đoạn đầu sự nghiệp
Anh sinh tại Neunkirchen, Niederösterreich, có cha là một thủ môn nghiệp dư. Anh bắt đầu sự nghiệp ở vị trí tiền đạo tại SVg Pitten trước khi đến đội bóng 1. Wiener Neustädter SC vào năm 11 tuổi. Năm 17 tuổi, anh ký hợp đồng thi đấu chuyên nghiệp đầu tiên tại SV Mattersburg. Trong hai mùa giải 2005-06 và 2006-07, Fuchs cùng Mattersburg hai lần liên tiếp vào đến bán kết Cúp quốc gia Áo nhưng đều để thua trước FK Austria Wien. Tại Mattersburg, Fuchs có 140 lần ra sân và ghi được 11 bàn thắng.

### VfL Bochum và 1. FSV Mainz 05
Fuchs chuyển đến Đức thi đấu cho VfL Bochum ngay trước thềm giải đấu Euro 2008. Ngày 16 tháng 8, anh có trận đấu đầu tiên tại giải Bundesliga Đức trong trận đấu với Karlsruher SC. Ngày 1 tháng 2 năm 2009, trong trận lượt về với Karlsruher, anh ghi được bàn thắng đầu tiên tại giải đấu cao nhất nước Đức bằng một quả đá phạt. Trong mùa giải 2009-10, mùa giải thứ hai của Fuchs tại Đức, Bochum của anh bị rớt hạng Bundesliga.
Mùa hè năm 2010, Fuchs được đem cho 1. FSV Mainz 05 mượn. Kết thúc mùa giải 2010-11, Mainz đạt được thành tích tốt nhất của mình trong lịch sử tham dự Bundesliga là vị trí thứ năm. 

### Schalke 04

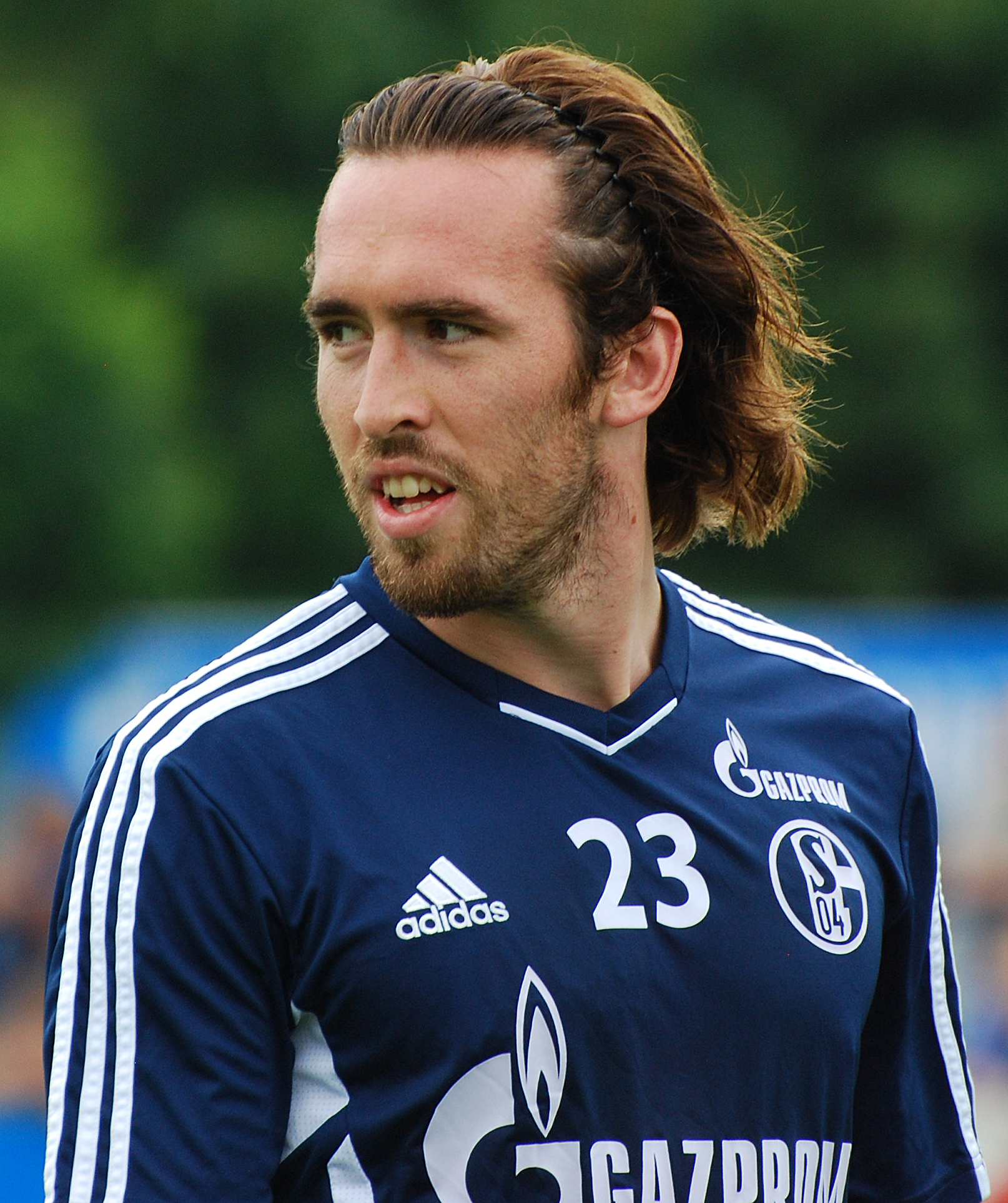
Fuchs trong màu áo Schalke 04 năm 2011.

Ngày 6 tháng 6 năm 2011, Fuchs ký hợp đồng có thời hạn 4 năm với Schalke 04. Ngay trong trận đấu đầu tiên cùng với Schalke, anh đã cùng đội bóng này giành được danh hiệu vô địch Siêu cúp Đức sau chiến thắng trước Borussia Dortmund. Bàn thắng đầu tiên của anh tại Bundesliga cho Schalke đến vào ngày 21 tháng 8 năm 2011 trong chiến thắng 4-2 trước đội bóng cũ FSV Mainz 05. Ngày 29 tháng 9 năm 2011, anh lập cú đúp giúp Schalke đánh bại Maccabi Haifa 3-1 tại UEFA Europa League. Ở mùa giải 2011-12, anh có 4 bàn thắng và 15 pha kiến tạo.
Ngày 21 tháng 11 năm 2012, bàn thắng duy nhất của Fuchs từ một quả sút xa trong trận đấu với Olympiakos giúp Schalke chính thức giành vé vào vòng đấu loại trực tiếp của UEFA Champions League. Ngày 10 tháng 3 năm 2015, trong chiến thắng bất ngờ 4-3 của Schalke trước Real Madrid ngay tại sân Santiago Bernabéu trong trận lượt về vòng 1/16 UEFA Champions League 2014-15, Fuchs là người đã mở tỉ số cho Schalke.
Hợp đồng giữa anh và Schalke hết hạn vào cuối mùa giải 2014/15. Sau 4 năm thi đấu cho Schalke, anh đã có 99 lần ra sân tại Bundesliga cùng đội bóng nước Đức.

### Leicester City
Ngày 3 tháng 6 năm 2015, Leicester City thông báo đã có được Fuchs theo dạng chuyển nhượng tự do với bản hợp đồng có thời hạn ba năm. Ngày 28 tháng 11 năm 2015, anh có đường chuyền thành bàn đầu tiên tại Premier League và giúp người đồng đội Jamie Vardy đi vào lịch sử Ngoại hạng Anh với thành tích lập công trong 11 trận liên tiếp trong trận hòa 1-1 với Manchester United. Ngày 3 tháng 4 năm 2016, Fuchs có đường chuyền cho Wes Morgan đánh đầu ghi bàn thắng duy nhất trong trận đấu với Southampton, giúp Leicester giữ vững ngôi đầu bảng Ngoại hạng Anh, duy trì khoảng cách 7 điểm so với Tottenham. Trong mùa giải đầu tiên tại Anh, anh đã cùng Leicester giành chức vô địch Premier League và trở thành cầu thủ người Áo thứ hai sau Alex Manninger làm được điều đó.
Ngày 17 tháng 9 năm 2016, Fuchs có pha đá phạt kiến tạo cho tân binh của Leicester Islam Slimani có bàn thắng đầu tiên tại Giải ngoại hạng Anh trong chiến thắng 3-0 trước Burnley.

## Sự nghiệp đội tuyển quốc gia

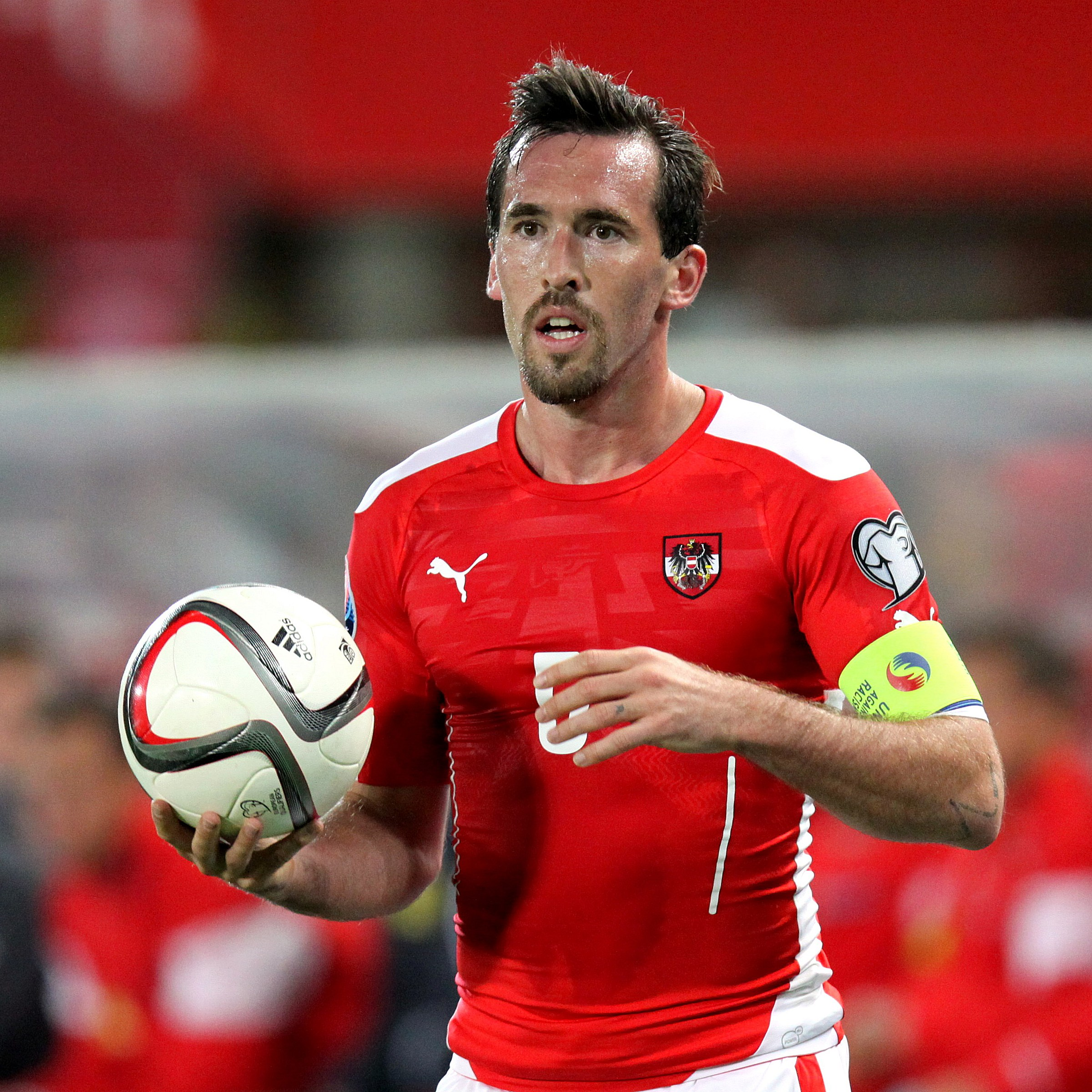
Fuchs thi đấu cho đội tuyển Áo vào tháng 9 năm 2015

Fuchs từng là thành viên đội U-17 Áo đứng hạng ba tại giải bóng đá U-17 châu Âu năm 2003. Ngày 23 tháng 5 năm 2006, anh có trận đấu đầu tiên cho đội tuyển Áo trong trận giao hữu với Croatia.
Tại Euro 2008, giải đấu mà Áo là nước chủ nhà, Fuchs có cơ hội được ra sân một lần trong trận đấu cuối cùng của vòng bảng với Đức. Ngày 11 tháng 8 năm 2010, Fuchs lần đầu tiên được làm đội trưởng đội tuyển Áo trong trận giao hữu thua Thụy Sĩ 0-1 tại Klagenfurt. Ngày 17 tháng 11, anh ghi bàn thắng đầu tiên trong màu áo đội tuyển, gỡ hòa 1-1 trong trận giao hữu thua Hy Lạp 2-1.
Tại vòng loại Euro 2016, Fuchs góp mặt trong tất cả các trận đấu và Áo chỉ để thủng lưới 5 bàn sau 10 trận và có đến 6 trận giữ sạch lưới để chính thức có mặt tại Euro 2016 với vị trí nhất bảng. Fuchs được triệu tập vào đội hình đội tuyển Áo tham dự Euro 2016 và anh cũng là đội trưởng đội tuyển nước này tại giải đấu. Fuchs có mặt trong cả ba trận đấu vòng bảng với Hungary, Bồ Đào Nha và Iceland. Đội tuyển Áo đã rời giải ngay sau vòng bảng với chỉ vỏn vẹn 1 điểm, đứng cuối bảng F với 1 trận hòa và 2 trận thua, chỉ ghi được 1 bàn thắng và bị thủng lưới 4 bàn. Sau Euro 2016, Fuchs cũng tuyên bố kết thúc sự nghiệp thi đấu quốc tế ở cấp độ đội tuyển quốc gia, tổng cộng anh đã 78 lần khoác áo đội tuyển quốc gia.

## Thống kê sự nghiệp

### Câu lạc bộ
| Câu lạc bộ                    | Mùa giải            | Giải đấu            | Giải đấu | Giải đấu  | Cúp quốc gia | Cúp quốc gia | Cúp liên đoàn | Cúp liên đoàn | Châu Âu | Châu Âu   | Khác    | Khác      | Tổng cộng | Tổng cộng |
| Câu lạc bộ                    | Mùa giải            | Giải đấu            | Số trận  | Bàn thắng | Số trận      | Bàn thắng    | Số trận       | Bàn thắng     | Số trận | Bàn thắng | Số trận | Bàn thắng | Số trận   | Bàn thắng |
| ----------------------------- | ------------------- | ------------------- | -------- | --------- | ------------ | ------------ | ------------- | ------------- | ------- | --------- | ------- | --------- | --------- | --------- |
| Wiener Neustadt               | 2002–03             | Austrian Landesliga | 12       | 0         | 0            | 0            | —             | —             | —       | —         | —       | —         | 12        | 0         |
| SV Mattersburg                | 2003–04             | Austrian Bundesliga | 13       | 0         | 1            | 0            | —             | —             | —       | —         | —       | —         | 14        | 0         |
| SV Mattersburg                | 2004–05             | Austrian Bundesliga | 25       | 2         | 2            | 0            | —             | —             | —       | —         | —       | —         | 27        | 2         |
| SV Mattersburg                | 2005–06             | Austrian Bundesliga | 35       | 1         | 5            | 2            | —             | —             | —       | —         | —       | —         | 40        | 3         |
| SV Mattersburg                | 2006–07             | Austrian Bundesliga | 35       | 6         | 4            | 1            | —             | —             | 2       | 0         | —       | —         | 41        | 7         |
| SV Mattersburg                | 2007–08             | Austrian Bundesliga | 33       | 2         | 0            | 0            | —             | —             | —       | —         | —       | —         | 33        | 2         |
| SV Mattersburg                | Tổng cộng           | Tổng cộng           | 141      | 11        | 12           | 3            | —             | —             | 2       | 0         | —       | —         | 155       | 14        |
| VfL Bochum                    | 2008–09             | Bundesliga          | 22       | 2         | 0            | 0            | —             | —             | —       | —         | —       | —         | 22        | 2         |
| VfL Bochum                    | 2009–10             | Bundesliga          | 31       | 4         | 2            | 0            | —             | —             | —       | —         | —       | —         | 33        | 4         |
| VfL Bochum                    | Tổng cộng           | Tổng cộng           | 53       | 6         | 2            | 0            | —             | —             | —       | —         | —       | —         | 55        | 6         |
| Mainz 05                      | 2010–11             | Bundesliga          | 31       | 0         | 4            | 0            | —             | —             | —       | —         | —       | —         | 35        | 0         |
| Schalke 04                    | 2011–12             | Bundesliga          | 29       | 2         | 3            | 0            | —             | —             | 11      | 2         | 1       | 0         | 44        | 4         |
| Schalke 04                    | 2012–13             | Bundesliga          | 29       | 0         | 2            | 0            | —             | —             | 6       | 1         | —       | —         | 37        | 1         |
| Schalke 04                    | 2013–14             | Bundesliga          | 16       | 0         | 2            | 0            | —             | —             | 7       | 0         | —       | —         | 25        | 0         |
| Schalke 04                    | 2014–15             | Bundesliga          | 25       | 2         | 0            | 0            | —             | —             | 5       | 1         | —       | —         | 30        | 3         |
| Schalke 04                    | Tổng cộng           | Tổng cộng           | 99       | 4         | 7            | 0            | —             | —             | 29      | 4         | 1       | 0         | 136       | 8         |
| Leicester City                | 2015–16             | Premier League      | 32       | 0         | 0            | 0            | 2             | 0             | —       | —         | —       | —         | 34        | 0         |
| Leicester City                | 2016–17             | Premier League      | 36       | 2         | 2            | 0            | 0             | 0             | 9       | 0         | 1       | 0         | 48        | 2         |
| Leicester City                | 2017–18             | Premier League      | 25       | 0         | 2            | 0            | 2             | 0             | —       | —         | —       | —         | 29        | 0         |
| Leicester City                | 2018–19             | Premier League      | 3        | 0         | 1            | 0            | 4             | 1             | —       | —         | —       | —         | 8         | 1         |
| Leicester City                | 2019–20             | Premier League      | 11       | 0         | 2            | 0            | 4             | 0             | —       | —         | —       | —         | 17        | 0         |
| Leicester City                | 2020–21             | Premier League      | 9        | 0         | 1            | 0            | 1             | 0             | 5       | 0         | —       | —         | 16        | 0         |
| Leicester City                | Tổng cộng           | Tổng cộng           | 116      | 2         | 8            | 0            | 13            | 1             | 14      | 0         | 1       | 0         | 152       | 3         |
| Charlotte Independence (mượn) | 2021                | USL Championship    | 15       | 1         | —            | —            | —             | —             | —       | —         | 2       | 1         | 17        | 2         |
| Charlotte FC                  | 2022                | Major League Soccer | 26       | 3         | 1            | 0            | —             | —             | —       | —         | —       | —         | 27        | 3         |
| Tổng cộng sự nghiệp           | Tổng cộng sự nghiệp | Tổng cộng sự nghiệp | 493      | 27        | 34           | 3            | 13            | 1             | 45      | 4         | 4       | 1         | 589       | 36        |

### Quốc tế

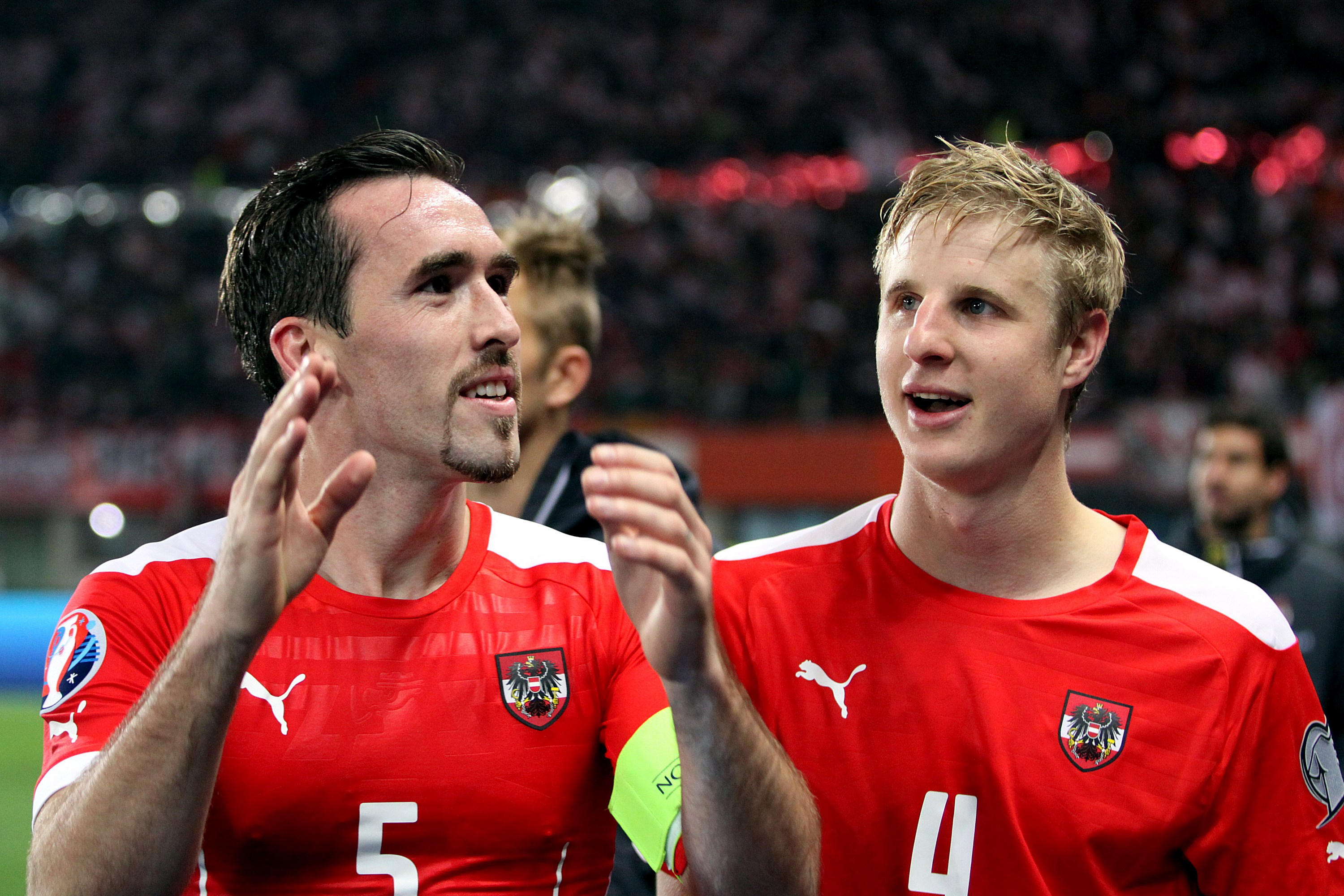
Fuchs (trái) và Martin Hinteregger trong một trận đấu với đội tuyển Nga tại Vienna, 15 tháng 11 năm 2014

Tính đến ngày 22 tháng 6 năm 2016
| Đội tuyển quốc gia | Năm       | App. | Bàn thắng |
| ------------------ | --------- | ---- | --------- |
| Áo                 | 2006      | 4    | 0         |
| Áo                 | 2007      | 10   | 0         |
| Áo                 | 2008      | 10   | 0         |
| Áo                 | 2009      | 5    | 0         |
| Áo                 | 2010      | 7    | 1         |
| Áo                 | 2011      | 11   | 0         |
| Áo                 | 2012      | 4    | 0         |
| Áo                 | 2013      | 9    | 0         |
| Áo                 | 2014      | 5    | 0         |
| Áo                 | 2015      | 7    | 0         |
| Áo                 | 2016      | 6    | 0         |
| Tổng cộng          | Tổng cộng | 78   | 1         |

#### Bàn thắng quốc tế
| #  | Ngày                 | Địa điểm                            | Đối thủ | Bàn thắng | Kết quả | Giải đấu |
| -- | -------------------- | ----------------------------------- | ------- | --------- | ------- | -------- |
| 1. | 17 tháng 11 năm 2010 | Sân vận động Ernst Happel, Viên, Áo | Hy Lạp  | 1–1       | 1–2     | Giao hữu |

## Danh hiệu
Schalke 04
- DFL-Supercup: 2011[19]

Leicester City
- Premier League: 2015–16[20]
- FA Cup: 2020–21[21]

U17 Áo
- UEFA European Under-17 Championship Hạng ba: 2003[22]